# Iwona Buczkowska
Iwona Joanna Buczkowska (geboren 1953 in Sopot, Polen) ist eine französische Architektin und Stadtplanerin. Sie wurde durch außergewöhnlichen Sozialwohnungsbau in der Île-de-France international bekannt und tritt für das Recht auf guten Wohnraum ein. Darüber hinaus gilt sie als Pionierin des Holzbaus. 2024 wurde sie mit dem Jane-Drew-Preis geehrt.

## Leben

### Jugend und Ausbildung
Iwona Buczkowska ist in Sopot, in der Nähe von Danzig aufgewachsen. Sie studierte Architektur an der Technischen Universität Danzig. Im zweiten Jahr ihres Architekturstudiums nutzte sie 1973 mit neunzehn weiteren Studenten die Gelegenheit, sich für ein Stipendium in Frankreich zu bewerben, und lernte dafür innerhalb weniger Monate Französisch. Sie schloss ihr Studium 1976 mit dem Diplom der École Spéciale d’Architecture bei Renée Gailhoustet ab. In Gailhoustets Team arbeitete sie eine Zeit lang mit.

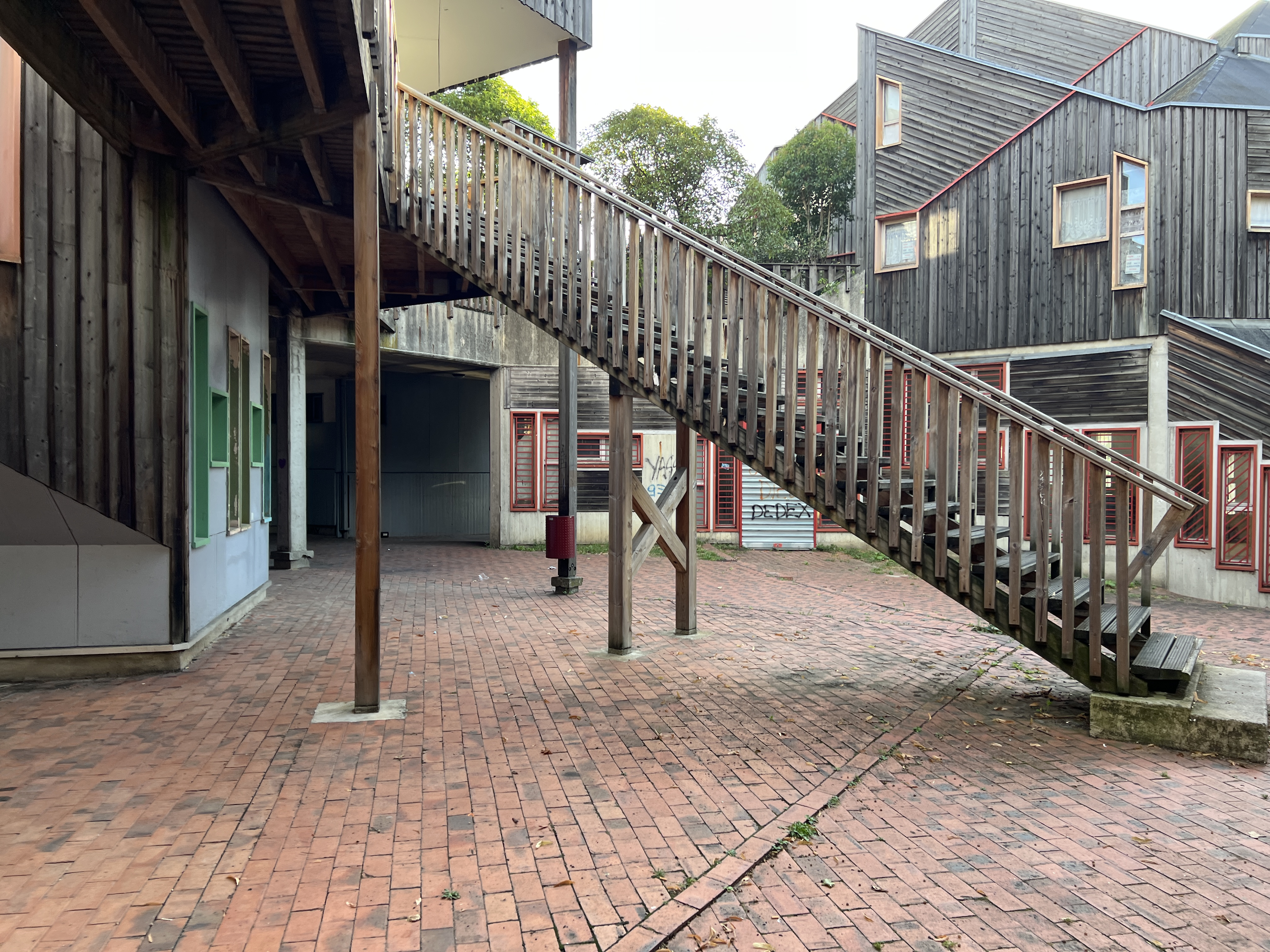
Cité Pierre Sémard, Le Blanc-Mesnil

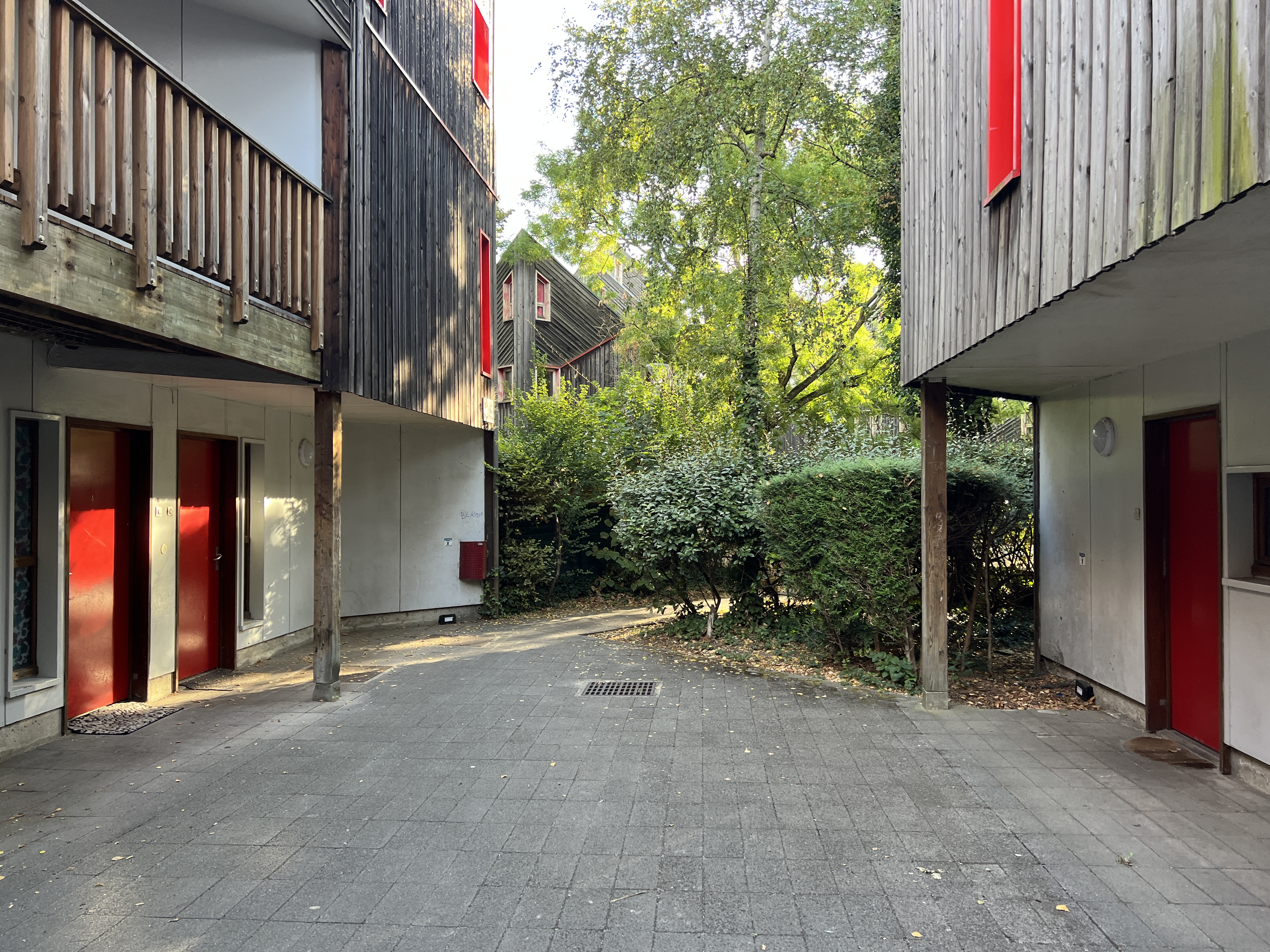
Cité Pierre Sémard, Le Blanc-Mesnil

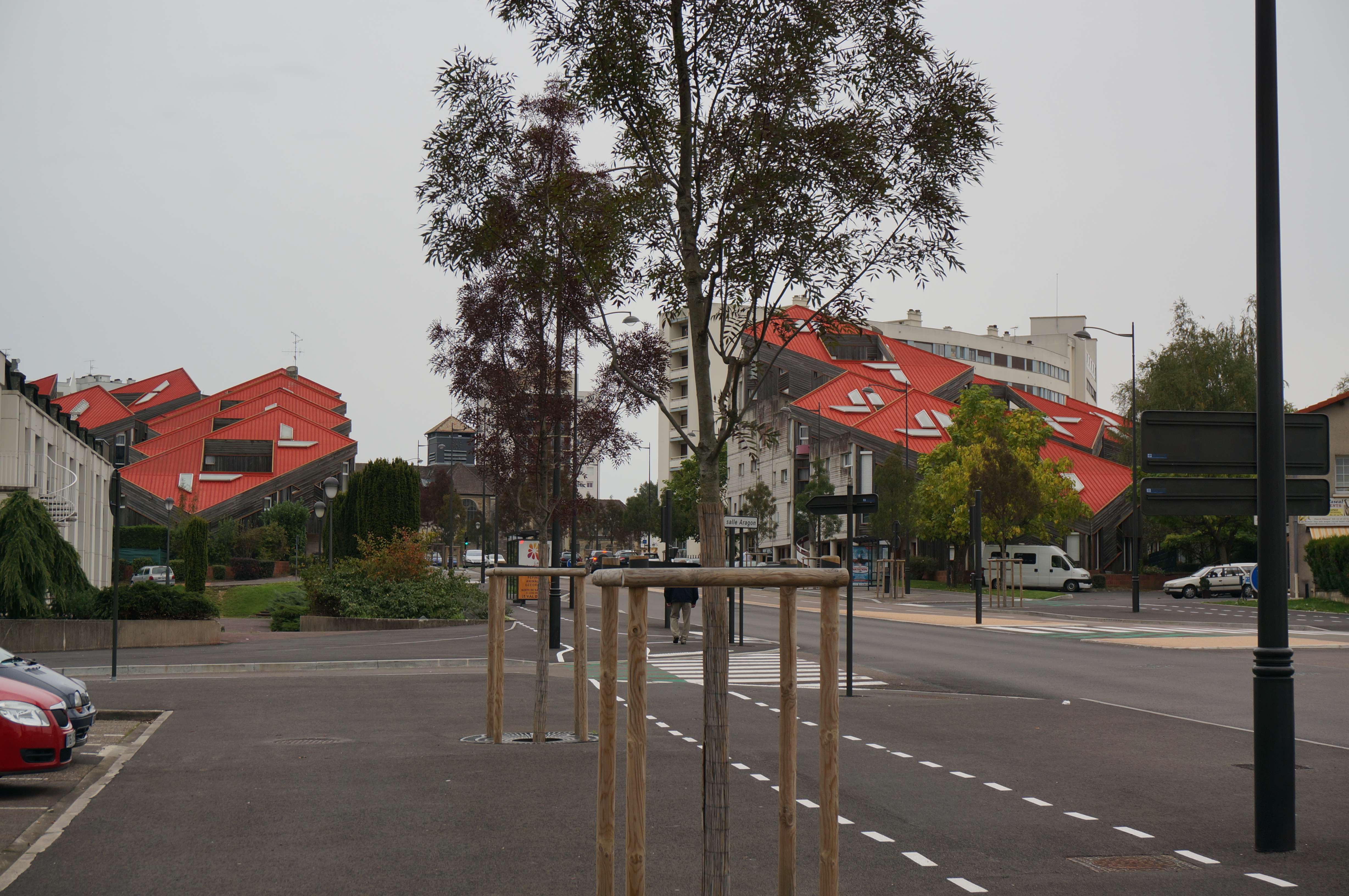
Les toits rouges, Saint-Dizier

### Atelier Iwona Buczkowska
1978 gründete Buczkowska das Architekturbüro Atelier Iwona Buczkowska in Paris. Die ersten Aufträge erhielt sie von der Gemeinde Ivry-sur-Seine und dem Département Seine Saint-Denis. So plante sie 96 Sozialwohnungen in der Cité Les Longs Sillons im Département Val-de-Marne und 220 Sozialwohnungen im Stadtviertel Pièce Pointue (auch Cité Pierre Sémard) in Le Blanc-Mesnil, die in drei Phasen zwischen 1986 und 1996 mit viel Holzeinsatz realisiert wurden. Sie selbst bewohnt bis heute eine der Wohnungen in Les Longs Sillons.
1992 wurde sie vom Départment Seine Saint-Denis beauftragt, das Collège Pierre Sémard in Bobigny zu planen, das ebenfalls mit großflächigem Holzeinsatz realisiert wurde.
Durch einen politischen Wechsel der Bürgermeister hat sich die Lage in Ivry-sur-Seine und Bobigny grundlegend geändert. Die beiden Leuchtturmprojekte in Holz wurden nicht mehr gewartet und sind nun vom Abriss bedroht. Dagegen wurde eine Petition im Internet angestoßen. Auch engagierten sich die Bewohner der Cité Pierre Sémard, um ihr Lebensumfeld zu erhalten. Sie stellten den Antrag, dass das Wohnviertel dem Denkmalschutz unterstellt werde. Zumindest wurden die gefährdeten Projekte 2017 in die Cité de l’architecture et du patrimoine übernommen.
2024 bekam Buczkowska für ihr Lebenswerk den Jane-Drew-Preis zuerkannt. Als Begründung sagte Manon Mollard, die Herausgeberin der Zeitschrift The Architectural Review: „Iwona Buczkowska is both a pioneer of timber construction and a fierce defender of the right to good housing. Rejecting standardization, she prefers arcs and oblique planes to create intimate and brightly lit homes, and encourages us to think of architecture’s contribution to social ecology. Buczkowska’s buildings need to be preserved, and her ideas celebrated.“ (Iwona Buczkowska ist sowohl eine Pionierin des Holzbaus als auch eine vehemente Verfechterin des Rechts auf guten Wohnraum. Sie lehnt die Standardisierung ab, bevorzugt Bögen und schräge Ebenen, um intime und helle Wohnungen zu schaffen, und ermutigt uns, über den Beitrag der Architektur zur Sozialen Ökologie nachzudenken. Buczkowskas Gebäude müssen erhalten und ihre Ideen gefeiert werden.)
Nach dem internationalen Aufsehen der Preisverleihung und dem Protest der Bewohner werden die Wohnanlagen in Le Blanc-Mesnil und Ivry-sur-Seine nun renoviert.

### Philosophie
Aus den Theorien von Jean Renaudie hat Buczkowska die Vorliebe für eine komplexe, widersprüchliche und sedimentäre Stadt übernommen. In ihrem Bestreben, Räume für Entdeckungen und Geselligkeit zu schaffen, schöpft sie ihre Inspiration insbesondere aus den Stadtmodellen des Mittelalters, der Renaissance oder des Barock. Sie setzt der Aufteilung der städtischen Zonen, dem funktionalistischen Lebensumfeld und der sich wiederholenden orthogonalen Zelle, die von der Charta von Athen (CIAM) befürwortet wird, differenzierte Lebensräume und eine originelle Organisation des Wohnens entgegen. Die Vielzahl der durch Schrägen geschaffenen Blickwinkel steht der Trägheit entgegen, die der Anhäufung von parallelen Flächen innewohnt, und entwickelt so eine bewegte Wahrnehmung des Ortes.
Daneben nahm Buczkowska auch Ideen von Moshe Shafdie, Aldo van Eyck, Giancarlo de Carlo und Piet Blom auf. Sehr intensiv beschäftigte sie sich mit den Bauten von Frank Lloyd Wright. So entwickelte Buczkowska eine Arbeitsweise, die vom organischen Rhythmus der Materialien, von der Kombination von Form und Funktion, von der Berücksichtigung des Lichts und des Raumes lebt.

### Lehrtätigkeiten und Vorträge
Buczkowska unterrichtete von 1996 bis 2020 an der École Nationale Supérieure d'Architecture et de Paysage de Lille (ENSAPL) und von 2007 bis 2009 an der École Nationale Supérieure d’Architecture de Versailles (ENSA Versailles).
Sie hielt Vorträge auf zahlreichen Konferenzen an Universitäten in Frankreich, Deutschland, Polen oder Belgien.

## Projekte und Auszeichnungen (Auswahl)
Die Projekte sind thematisch nach dem Jahr ihrer Fertigstellung aufgelistet. Projektbezogene Preise sind unter dem jeweiligen Projekt aufgelistet.

### Sozialer Wohnungsbau
- 1986: Les Longs Sillons, Gebäude-Ensemble in Ivry-sur-Seine.[17][18]
- 1986–1992: La Pièce Pointue (Cité Pierre Sémard), Wohnviertel für sozialen Wohnungsbau mit 225 Wohnungen und 6 Künstlerateliers, 1 Versammlungsraum und Geschäften in 3 Bauphasen, der größte Wohnkomplex mit Holzeinsatz in Frankreich[2], Le Blanc-Mesnil.[19]
  - 1989: Goldmedaille und Sonderpreis auf der „5. Biennale Architektur – eine soziale Kunst“ in Sofia, Bulgarien, für das Projekt in Le Blanc-Mesnil.[20]
  - 2003: Grand Prix public de l’Architecture, Siegerliste der Region Ile-de-France, in der Kategorie „Gebäude“ für die Realisierung von Le Blanc-Mesnil.[3]
  - Seit 2017 ist das Projekt Teil der Cité de l’architecture et du patrimoine, Palais de Chaillot, Paris.[7]
- 1991: Les Toits rouges in Saint-Dizier, Wohnanlage mit 81 Sozialwohnungen, Betonbauten mit teilweise Holzverkleidung und einem Hof[21]
  - 2018 erhielt das Projekt das Prädikat "Architecture du XXème siècle" (Architektur des 20. Jahrhunderts).[7]

### Büros und Institutionen
- 1986: Versammlungshalle, Ivry-sur-Seine[22]
- 1986: Kindertagesstätte, Ivry-sur-Seine[23]
- 1989: Collège Pierre-Semard, weiterführende Schule für 600 Schüler in Bobigny; es wurde überwiegend Holz verwendet, was zu einer visuellen Verwandtschaft mit Berghütten und dem Spitznamen „das Dorf“ führt.[10]
  - Seit 2018 ist das Projekt Teil der Cité de l’architecture et du patrimoine, Palais de Chaillot, Paris.[7]
- 2005: Erweiterungsbau in Holzrahmenbauweise mit Lärchenholzverkleidung am Forschungszentrum des Institut national de la recherche agronomique (INRA) in Orléans.[24]
- 2011: Maison de la nature, des enfants et des forêts in Darnétal.[25]
- 2020: Atelier Max-Gold in der Nähe von Beaugency[26][27]

## Projektunabhängige Auszeichnungen
- 1990: Einladung von Patrice Goulet zur Gruppenausstellung „40 architects de moins de 40 ans, Paris et Province“, die Ausstellung wurde auf der Biennale Venedig, in Deutschland, in den Vereinigten Staaten von Amerika und in Japan gezeigt
- 1994: Goldmedaille und prix Delarue der Académie d’Architecture, Paris
- 2021: Eine von zweiundzwanzig Architektinnen, die man kennen sollte gemäß der Zeitschrift Dezeen[28]
- 2024: Jane-Drew-Preis für ihr Werk[2]

## Veröffentlichungen
- Mit Maurizio Vitta: Iwona Buczkowska: Breathing Spaces. L’Arca Edizione, Mailand 1999, ISBN 978-88-7838-047-9 (englisch).
- Variation sur l'arc et l'oblique. Massimo Riposati, Paris 1993, OCLC 30014410 (französisch).